# Бон-Ретиру-ду-Сул
Бон-Ретиру-ду-Сул (порт. Bom Retiro do Sul) — муниципалитет в Бразилии, входит в штат Риу-Гранди-ду-Сул. Составная часть мезорегиона Восточно-центральная часть штата Риу-Гранди-ду-Сул. Входит в экономико-статистический микрорегион Лажеаду-Эстрела. Население составляет 11 130 человек на 2007 год. Занимает площадь 102,327 км². Плотность населения — 117,2 чел./км².

## История
Город основан 31 января 1959 года.

## Статистика
- Валовой внутренний продукт на 2003 составляет 109 087 458,00 реалов (данные: Бразильский институт географии и статистики).
- Валовой внутренний продукт на душу населения на 2003 составляет 9533,95 реала (данные: Бразильский институт географии и статистики).
- Индекс развития человеческого потенциала на 2000 составляет 0,790 (данные: Программа развития ООН).